# Bokflikmätare
Bokflikmätare, Ennomos quercinaria, är en fjärilsart som beskrevs av Johann Siegfried Hufnagel, 1767. Bokflikmätare ingår i släktet Ennomos, och familjen mätare, Geometridae. Arten är reproducerande i  och Sverige och enligt den svenska rödlistan är arten livskraftig, LC, i Sverige. I Finland är arten betraktad som regelbunden migrant.
Vingspannet är 42-50 millimeter. Fjärilen förekommer i lövskog, parker och trädgårdar i södra och centrala Europa, inklusive södra Skandinavien.  Inga underarter finns listade.

## Bildgalleri

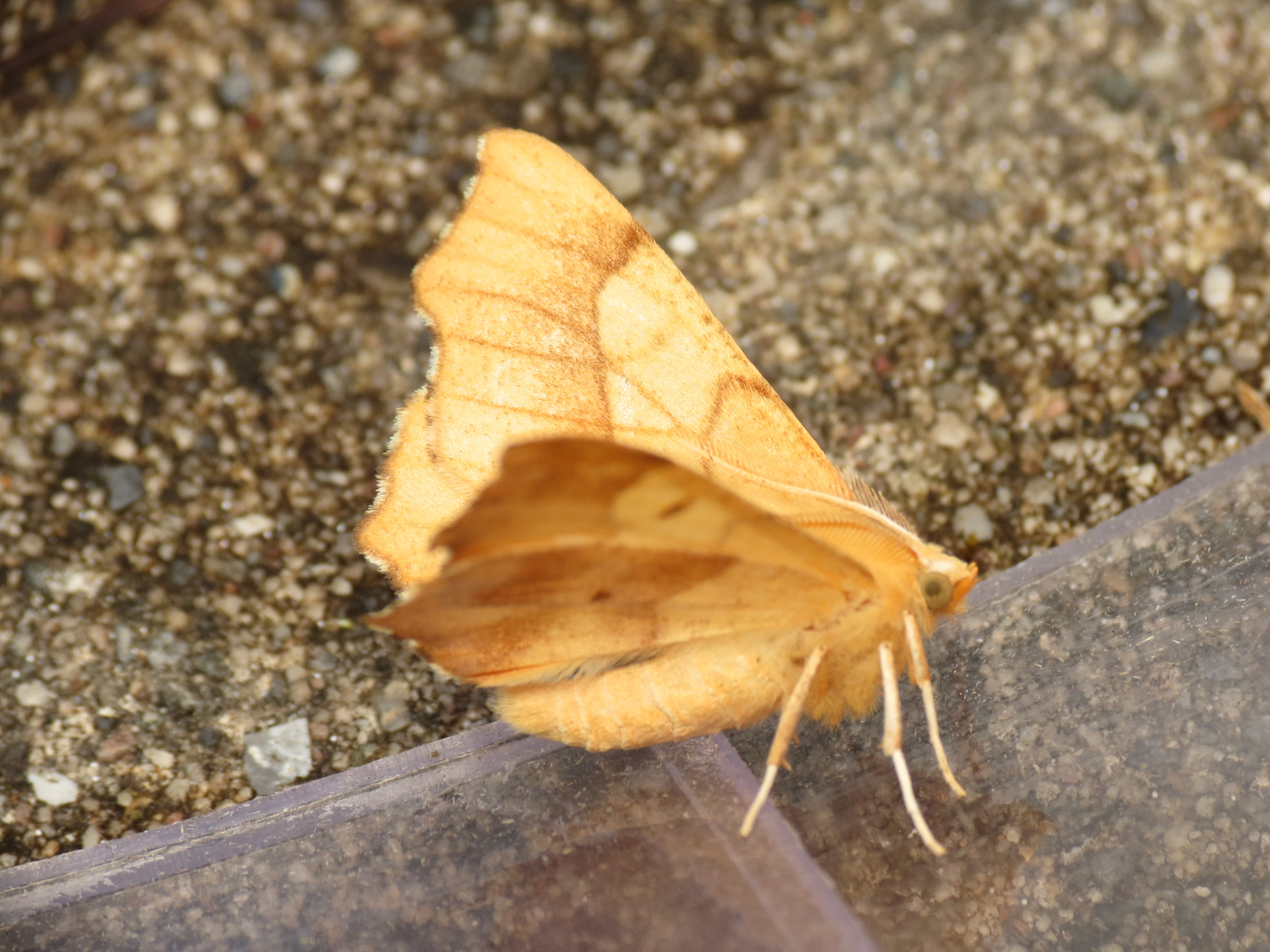
Imago fjäril
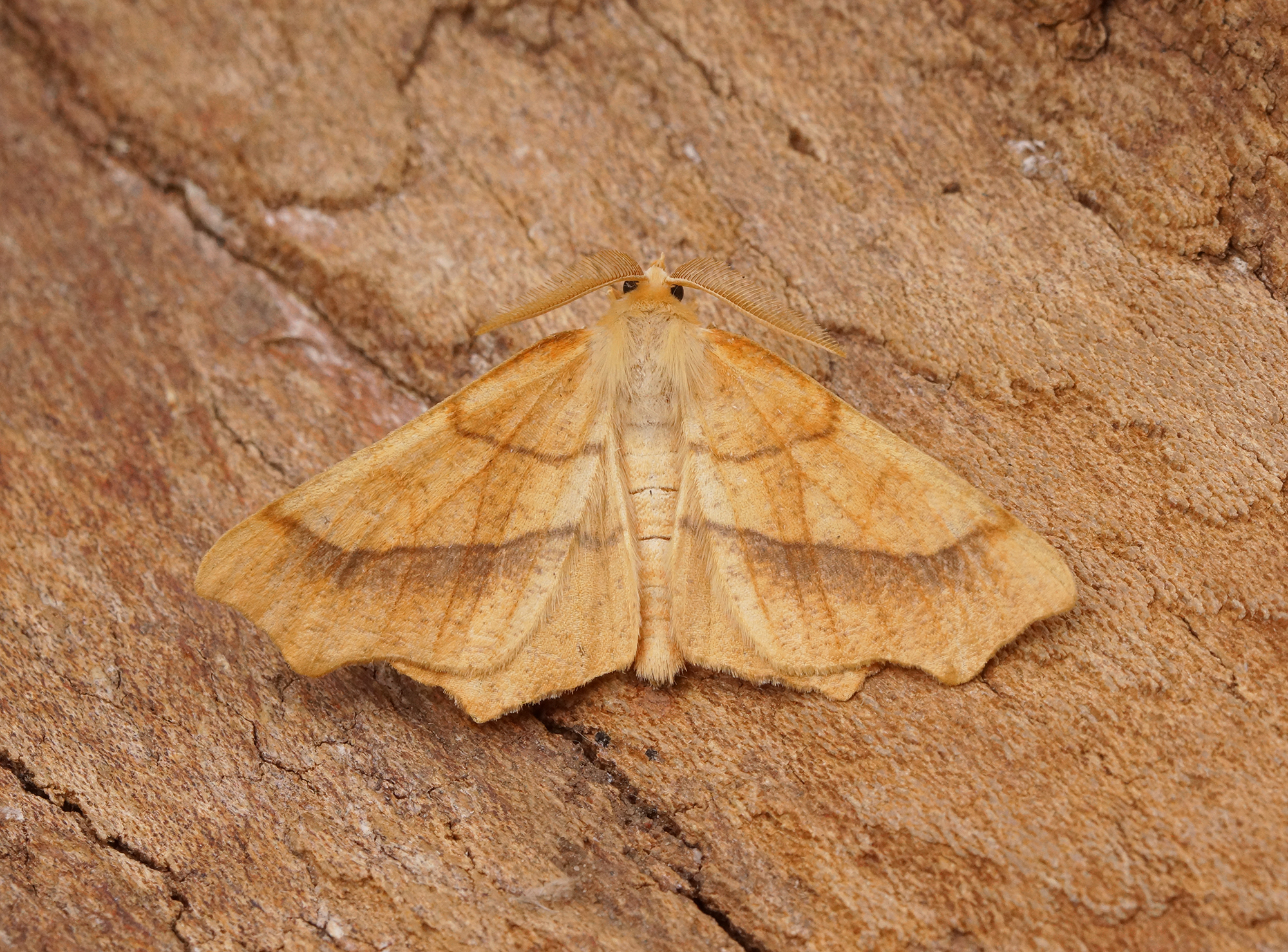
Imago fjäril
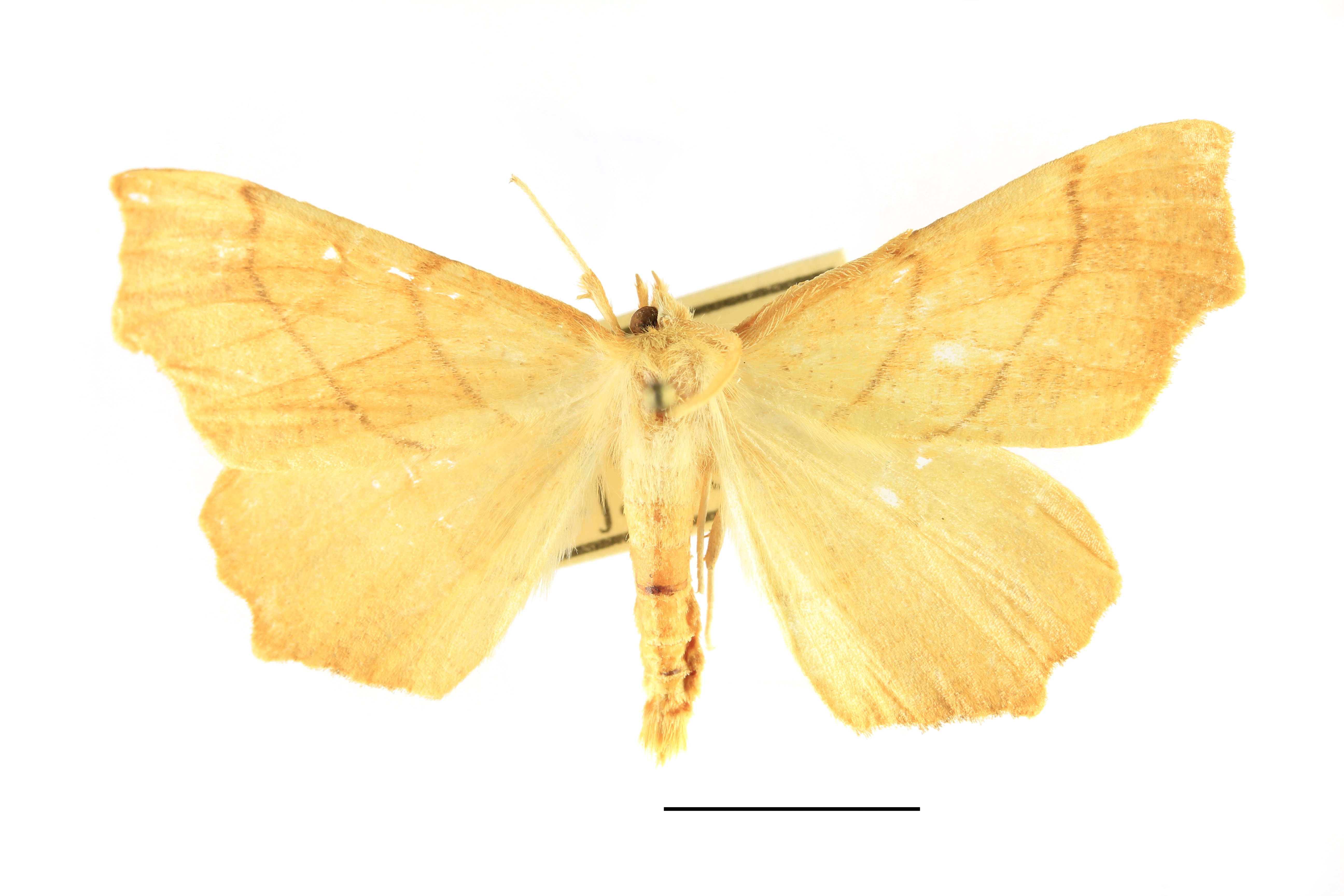
Preparerad (uppnålad) imago fjäril.